# Anaximandre (cratère)
Pour les articles homonymes, voir Anaximandre (homonymie).
Anaximandre est un cratère d'impact sur la face visible de la Lune, dans la partie nord-ouest. Le nom fut officiellement adopté par l'Union astronomique internationale (UAI) en 1935,,, en référence au philosophe grec présocratique Anaximandre (610 av. J.-C. – vers 546 av. J.-C.),,.
Il mesure 67 kilomètres de diamètre pour une profondeur de 2,4 kilomètres. Il est joint par son côté nord au cratère Carpenter qui est une formation plus jeune et mieux définie. Au sud-est se trouve un plus gros cratère, le cratère J. Herschel (en).
La paroi externe d'Anaximandre est fortement usée et érodée avec de multiples entailles et bris. Il n'y a aucune élévation marquée au centre mais le sol contient plusieurs petits cratères et une multitude de petits puits dus à de petits impacts mineurs.

## Cratères satellites
| Anaximandre | Latitude | Longitude | Diamêtre |
| ----------- | -------- | --------- | -------- |
| A           | 68.0° N  | 50.2° O   | 16 km    |
| B           | 67.8° N  | 60.7° O   | 78 km    |
| D           | 65.4° N  | 50.1° O   | 92 km    |
| H           | 65.2° N  | 40.8° O   | 9 km     |
| R           | 66.2° N  | 54.9° O   | 8 km     |
| S           | 68.3° N  | 53.4° O   | 7 km     |
| T           | 67.2° N  | 52.0° O   | 7 km     |
| U           | 64.1° N  | 48.3° O   | 8 km     |